# Shrivenham
Shrivenham – wieś w Anglii, w hrabstwie Oxfordshire, w dystrykcie Vale of White Horse. Leży 33 km na południowy zachód od Oksfordu i 107 km na zachód od Londynu. W 2001 miejscowość liczyła 2352 mieszkańców.